# Les Forques (Agramunt)
Les Forques és una muntanya de 483 metres que es troba al municipi d'Agramunt, a la comarca catalana de l'Urgell.